# Liga Femenina Challenge 2025-26
La Liga Femenina Challenge 2025-26 es la quinta edición de la segunda máxima competición de clubs femeninos de baloncesto en España, reemplazando hace cuatro temporadas a la Liga Femenina 2 que paso al tercer escalafón. Comienza el 27 de septiembre de 2025 con la primera jornada de la liga regular y terminará el 17 de mayo de 2026 en la final de la Final Four.
Desde la creación de la Liga Femenina Challenge la temporada 2021-22,  es la primera vez en la historia con tres Ligas Femeninas FEB de ámbito nacional. Además, la pirámide de competiciones de clubes femeninos ha quedado equiparada a la de los masculinos.

## Sistema competición
Se mantiene el mismo sistema inaugural de temporadas anteriores, la Liga Femenina Challenge se disputará bajo un único grupo de competición en el que sus 16 equipos se enfrentarán en una Liga Regular a ida/vuelta, con un total de 30 jornadas.
Plazas de ascenso: A la conclusión de la Liga Regular (J.30), el equipo que logre conquistar la primera plaza, ascenderá de manera directa a la Liga Femenina. Los equipos clasificados entre la segunda y la novena plaza accederán a unos Playoffs en los que se pondrá en juego la segunda de ellas. Para ello, sus participantes disputarán una ronda de cuartos de final en formato ida/vuelta y tras la que, sus cuatro vencedores, se medirán en una Final Four en sede única (semifinales + final).
Plazas de descenso: Al término de la Liga Regular (J.30), los dos últimos clasificados de la competición (15.º y 16.º) descenderán a la Liga Femenina 2 de cara a la temporada 2026/27.

## Clubs participantes
Esta quinta temporada, los 16 equipos de la LF Challenge son los siguientes, dos equipos descendidos de la  Liga Femenina 24-25, 12 equipos de la temporada  anterior 24-25,  junto a 2 equipos ascendidos de la LF2 24-25:
| Equipo                                      | Ciudad                     | Pabellón                                      |
| ------------------------------------------- | -------------------------- | --------------------------------------------- |
| Celta Femxa Zorka                           | Vigo                       | Pabellón de Navia                             |
| Osés Construcción                           | Zizur Mayor                | Polideportivo Arrosadía                       |
| Unicaja Mijas                               | Málaga                     | Pabellón José María Martín Urbano             |
| Recoletas Zamora                            | Zamora                     | Pabellón Municipal Ángel Nieto                |
| Azulmarino Mallorca Palma                   | Palma                      | Palau Municipal d'Esports Son Moix            |
| Melilla Ciudad del Deporte La Salle         | Melilla                    | Pabellón Guillermo García Pezzi               |
| Domusa Teknik ISB                           | Azcoitia                   | Polideportivo de Azcoitia                     |
| Vega Lagunera Toyota Adareva Tenerife       | San Cristóbal de la Laguna | Pabellón Islas Canarias                       |
| La Cordá de Paterna NB                      | Paterna                    | Pabellón Municipal Paterna                    |
| Alter Enersun Al-Qázeres Extremadura        | Cáceres                    | Pabellón Multiusos Ciudad de Cáceres          |
| Sernova Renovables Real Canoe               | Madrid                     | Polideportivo Real Canoe NC                   |
| CB Santfeliuenc                             | Sant Feliu de Llobregat    | Palau Municipal d'Esports Juan Carlos Navarro |
| Lima-Horta Barcelona                        | Barcelona                  | Pavelló Virolai                               |
| Fustecma NBF Castelló                       | Castellón de la Plana      | Pabellón Municipal Grapa                      |
| Doc Gardenstore Baloncesto Sevilla Femenino | Sevilla                    | Palacio Municipal de Deportes San Pablo       |
| Bosonit Unibasket                           | Logroño                    | Polideportivo Lobete                          |

(  Ascensos/Descensos de la temporada anterior 2024-25)

## Liga regular
| | Equipo                                      | Puntos | J | G | P | PF | PC | DP |
| --- | ------------------------------------------- | ------ | - | - | - | -- | -- | -- |
| 1 | Celta Femxa Zorka                           |        |   |   |   |    |    |    |
| 2 | Osés Construcción                           |        |   |   |   |    |    |    |
| 3 | Unicaja Mijas                               |        |   |   |   |    |    |    |
| 4 | Recoletas Zamora                            |        |   |   |   |    |    |    |
| 5 | Azulmarino Mallorca Palma                   |        |   |   |   |    |    |    |
| 6 | Melilla Ciudad del Deporte La Salle         |        |   |   |   |    |    |    |
| 7 | Vega Lagunera Toyota Adareva Tenerife       |        |   |   |   |    |    |    |
| 8 | Domusa Teknik ISB                           |        |   |   |   |    |    |    |
| 9 | La Cordá de Paterna NB                      |        |   |   |   |    |    |    |
| 10 | Alter Enersun Al-Qázeres Extremadura        |        |   |   |   |    |    |    |
| 11 | Sernova Renovables Real Canoe               |        |   |   |   |    |    |    |
| 12 | CB Santfeliuenc                             |        |   |   |   |    |    |    |
| 13 | Lima-Horta Barcelona                        |        |   |   |   |    |    |    |
| 14 | Fustecma NBF Castelló                       |        |   |   |   |    |    |    |
| 15 | Doc Gardenstore Baloncesto Sevilla Femenino |        |   |   |   |    |    |    |
| 16 | Bosonit Unibasket                           |        |   |   |   |    |    |    |
| Fuente: Federación Española de Baloncesto: Clasificación de la Liga Femenina Challenge; actualización automática |                                             |        |   |   |   |    |    |    |

## Playoffs
|  | Cuartos de final                   | Cuartos de final                   | Cuartos de final                   | Cuartos de final                   |  |  | Semifinales  | Semifinales | Semifinales |  |  | Final      | Final      | Final      |  |
|  | 2 de mayo (ida) 9 de mayo (vuelta) | 2 de mayo (ida) 9 de mayo (vuelta) | 2 de mayo (ida) 9 de mayo (vuelta) | 2 de mayo (ida) 9 de mayo (vuelta) |  |  | 16 de mayo   | 16 de mayo  | 16 de mayo  |  |  | 17 de mayo | 17 de mayo | 17 de mayo |  |
|  |                                    |                                    |                                    |                                    |  |  |              |             |             |  |  |            |            |            |  |
|  |                                    |                                    |                                    |                                    |  |  |              |             |             |  |  |            |            |            |  |
|  | 9                                  | Bandera de ?                       |                                    |                                    |  |  |              |             |             |  |  |            |            |            |  |
|  | 9                                  | Bandera de ?                       |                                    |                                    |  |  |              |             |             |  |  |            |            |            |  |
|  | 2                                  | Bandera de ?                       |                                    |                                    |  |  |              |             |             |  |  |            |            |            |  |
|  | 2                                  | Bandera de ?                       | Bandera de ?                       |                                    |  |  |              |             |             |  |  |            |            |            |  |
|  |                                    |                                    |                                    |                                    |  |  |              |             |             |  |  |            |            |            |  |
|  |                                    |                                    | Bandera de ?                       |                                    |  |  |              |             |             |  |  |            |            |            |  |
|  | 6                                  | Bandera de ?                       |                                    |                                    |  |  |              |             |             |  |  |            |            |            |  |
|  | 6                                  | Bandera de ?                       |                                    |                                    |  |  |              |             |             |  |  |            |            |            |  |
|  | 5                                  | Bandera de ?                       |                                    |                                    |  |  |              |             |             |  |  |            |            |            |  |
|  | 5                                  | Bandera de ?                       |                                    |                                    |  |  | Bandera de ? |             |             |  |  |            |            |            |  |
|  |                                    |                                    |                                    |                                    |  |  |              |             |             |  |  |            |            |            |  |
|  |                                    |                                    | Bandera de ?                       |                                    |  |  |              |             |             |  |  |            |            |            |  |
|  | 8                                  | Bandera de ?                       |                                    |                                    |  |  |              |             |             |  |  |            |            |            |  |
|  | 8                                  | Bandera de ?                       |                                    |                                    |  |  |              |             |             |  |  |            |            |            |  |
|  | 3                                  | Bandera de ?                       |                                    |                                    |  |  |              |             |             |  |  |            |            |            |  |
|  | 3                                  | Bandera de ?                       | Bandera de ?                       |                                    |  |  |              |             |             |  |  |            |            |            |  |
|  |                                    |                                    |                                    |                                    |  |  |              |             |             |  |  |            |            |            |  |
|  |                                    |                                    | Bandera de ?                       |                                    |  |  |              |             |             |  |  |            |            |            |  |
|  | 7                                  | Bandera de ?                       |                                    |                                    |  |  |              |             |             |  |  |            |            |            |  |
|  | 7                                  | Bandera de ?                       |                                    |                                    |  |  |              |             |             |  |  |            |            |            |  |
|  | 4                                  | Bandera de ?                       |                                    |                                    |  |  |              |             |             |  |  |            |            |            |  |
|  | 4                                  | Bandera de ?                       |                                    |                                    |  |  |              |             |             |  |  |            |            |            |  |
|  |                                    |                                    |                                    |                                    |  |  |              |             |             |  |  |            |            |            |  |